# Melomys arcium
Melomys arcium — вид гризунів родини мишевих. Він є ендемічним для острова Россел в Папуа-Новій Гвінеї. Протягом багатьох років він розглядався як підвид Melomys leucogaster, але зараз вважається окремим видом.

## Морфологічна характеристика
Це гризун з довжиною тіла 138 мм, довжиною хвоста 127 мм, довжиною лапи 28 мм і довжиною вух 18 мм. Верхні частини тіла коричневі, а черевні частини жовтувато-білі. Хвіст коротший за голову і тіло, рівномірно темний і покритий 12-13 кільцями лусочок на сантиметр, кожне з яких супроводжується 3 волосками.

## Поведінка
Це деревний вид.